# Apeadeiro de Mosteirinho
O Apeadeiro de Mosteirinho foi uma gare ferroviária da Linha do Dão, que servia a localidade de Mosteirinho, no concelho de Viseu, em Portugal.

## História

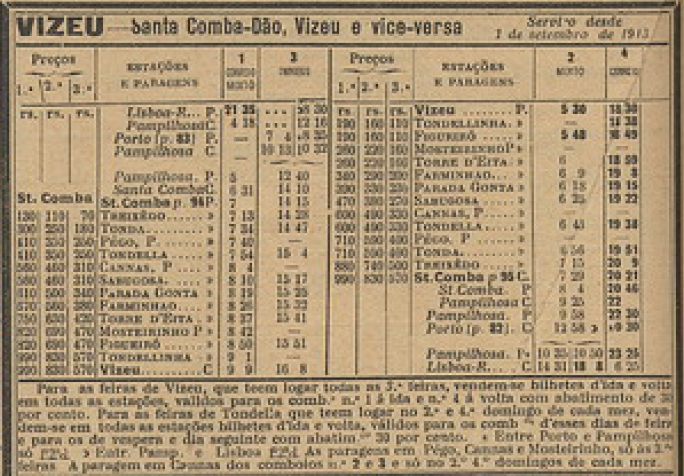
Horário da Linha do Dão em 1913, onde Mosteirinho surge com a categoria de paragem

A Linha do Dão foi inaugurada em 24 de Novembro de 1890, e foi aberta à exploração no dia seguinte, pela Companhia Nacional de Caminhos de Ferro.
Em 1933, a Companhia Nacional construiu uma gare e um alpendre para abrigo dos passageiros nesta interface, que nessa altura apresentava a categoria de paragem.

Em 1 de Janeiro de 1947, a Companhia Nacional foi integrada na Companhia dos Caminhos de Ferro Portugueses. A Linha do Dão foi encerrada em 1990 e transformada na Ecopista do Dão em 2007-2011.[carece de fontes?]